# Vörösmarty tér (Metró Budapest)
Vörösmarty tér, bis 1926 Gizella tér, ist eine 1896 eröffnete Endstation der Linie M1 (Földalatti) der Metró Budapest.
Die Station befindet sich am gleichnamigen Platz (benannt nach Mihály Vörösmarty) im V. Budapester Bezirk. In ihrer Nähe befinden sich unter anderem: Pesti Vigadó, Váci utca und Café Gerbeaud. 

## Galerie

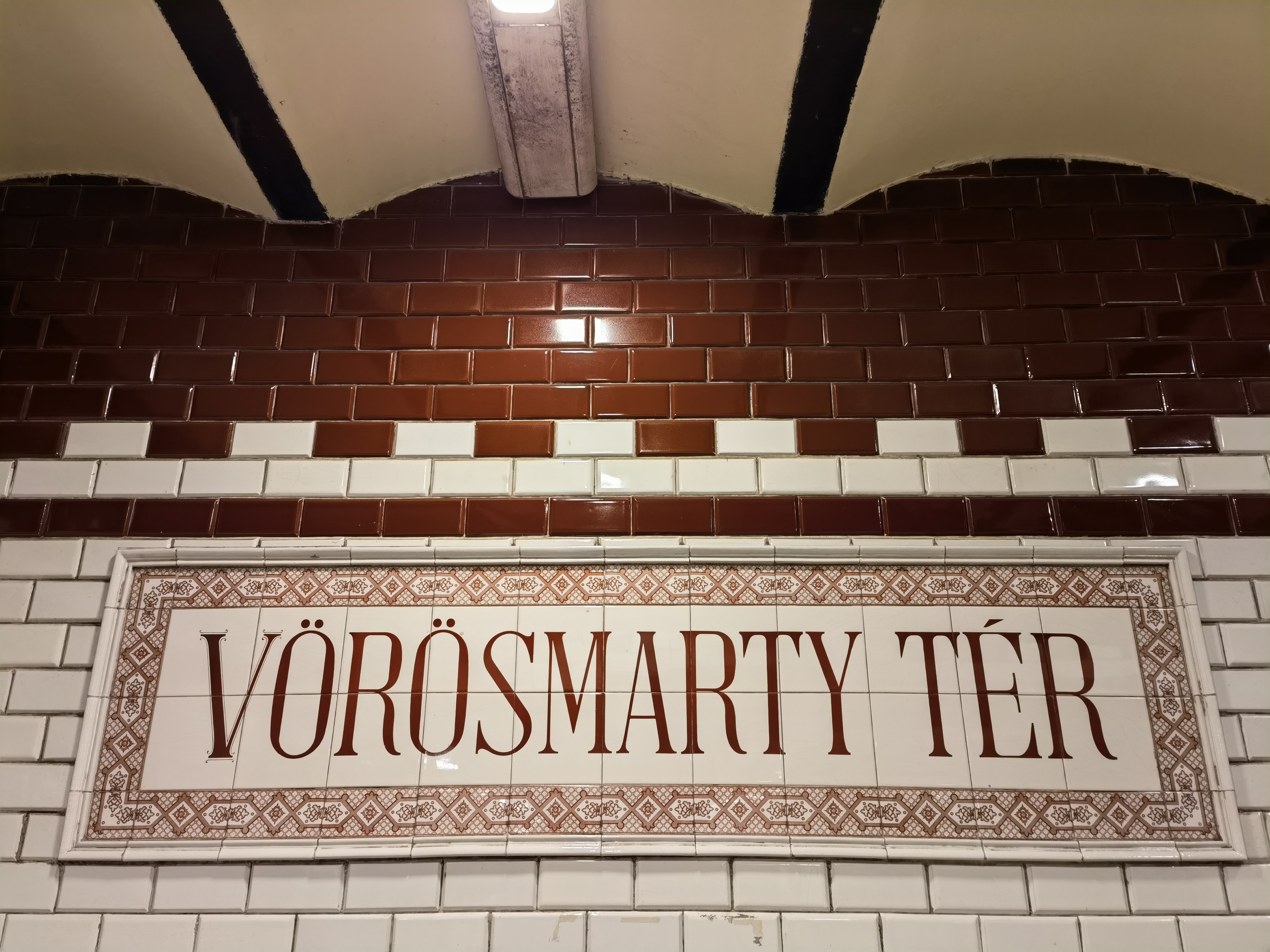
Stationsschild
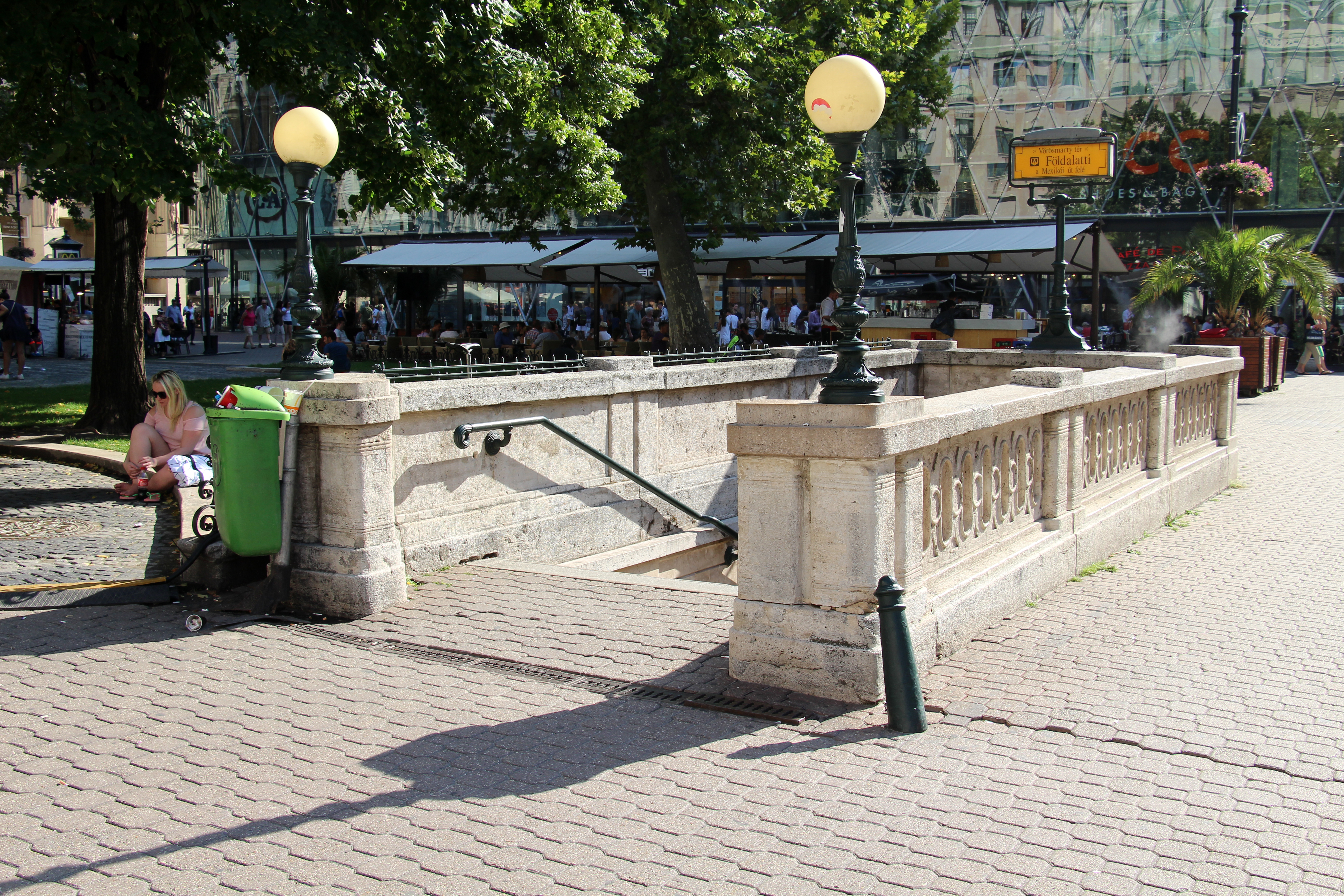
Zugang
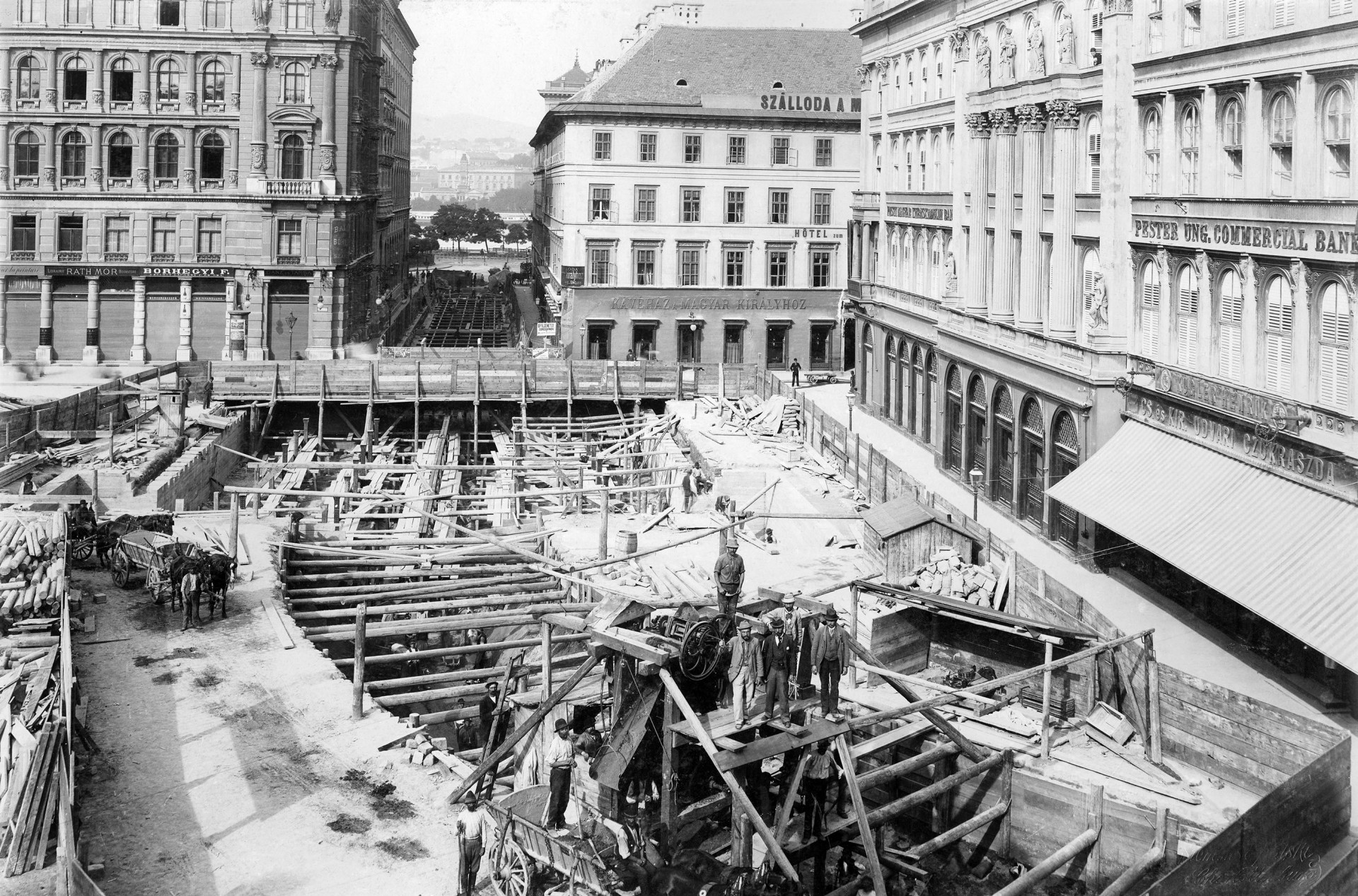
Bau der Station im Jahr 1895
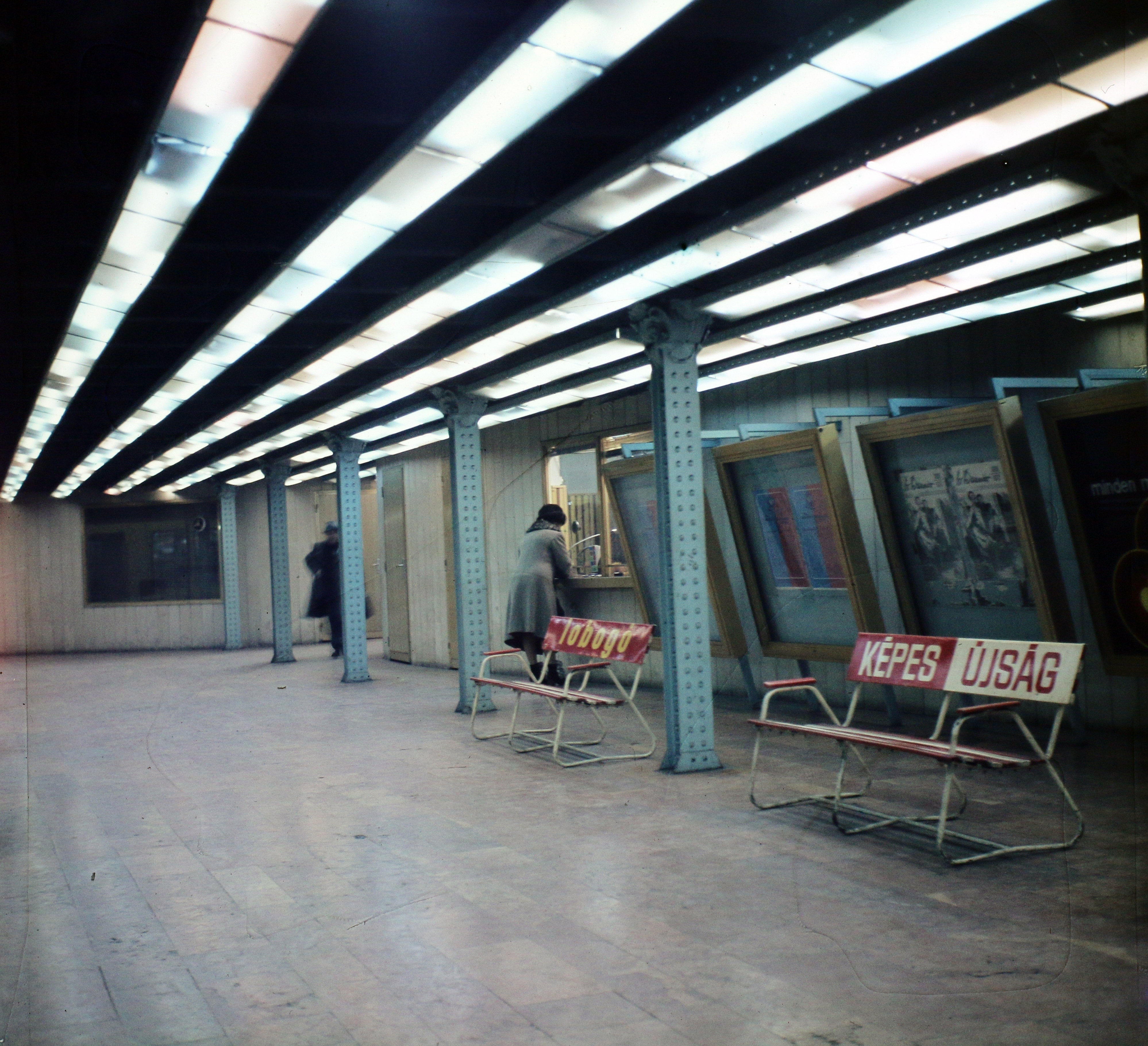
Modernisierungszustand der 1950er Jahre, aufgenommen 1979
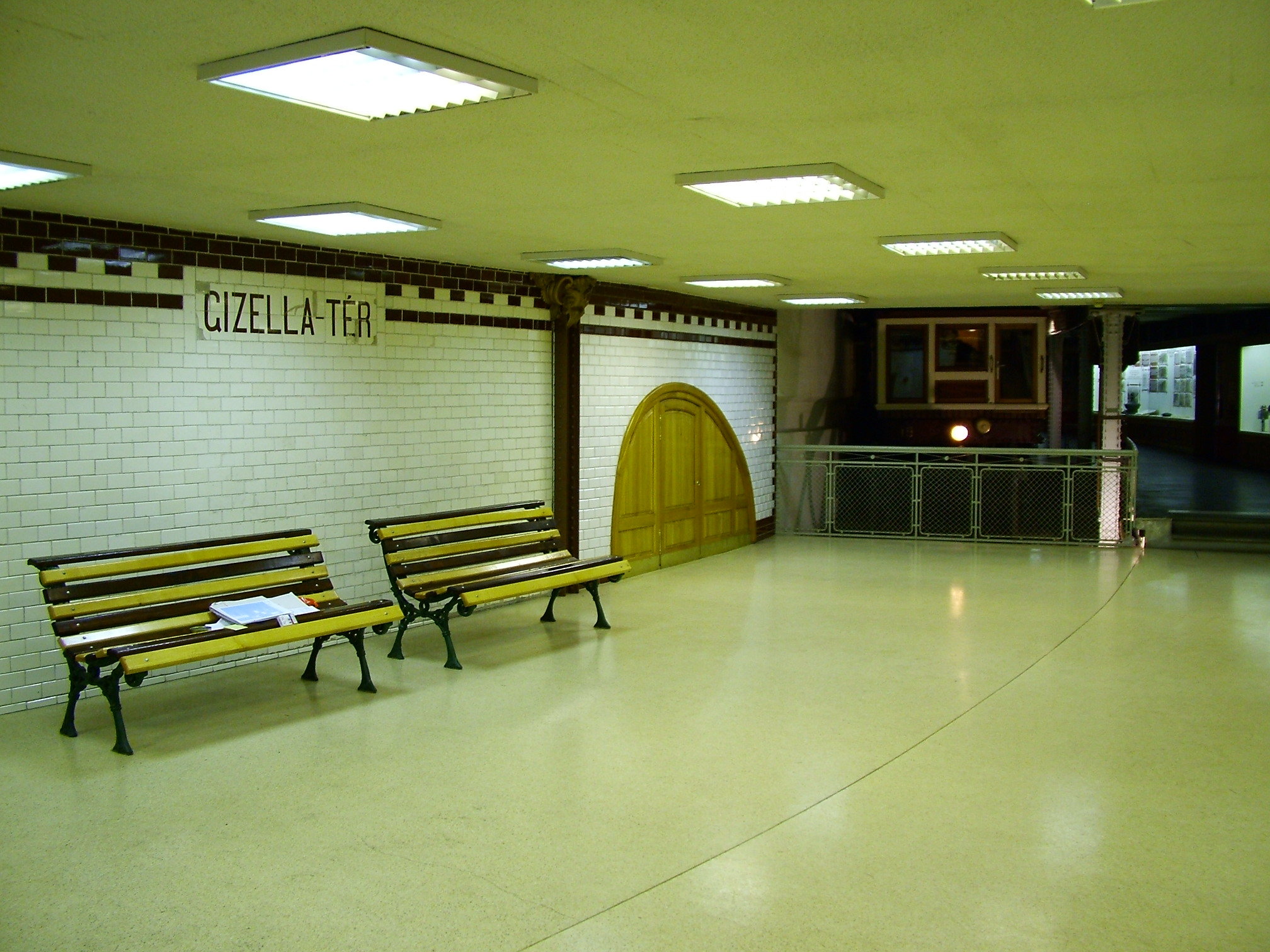
Erhaltenes ursprüngliches Stationsschild im U-Bahn-Museum